# Edward Thring
Edward Thring (29 novembre 1821 – 22 octobre 1887) est un éducateur britannique. Il est directeur de l'école d'Uppingham (1853-1887) et fonde la Conférence des directeurs en 1869.

## Biographie
Edward Thring est né à Alford, Somerset, fils du recteur, le révérend John Gale Dalton Thring et Sarah Jenkyns. Il est le frère de Theodore Thring (1816-1891), de Henry, Lord Thring, juriste réputé et conseiller parlementaire auprès du Trésor, de l'auteur d'hymnes Godfrey Thring (en), et de John Charles Thring (en), maître à l'école d'Uppingham et inventeur des règles du jeu les plus simples pour football. Il a aussi deux sœurs.
Il fait ses études au Collège d'Eton et au King's College de Cambridge, où il obtient une bourse en 1844. Il est ordonné dans l'Église d'Angleterre en 1846 et sert dans diverses cures jusqu'en 1853 où il est nommé à la direction de l'école d'Uppingham.
Thring est le directeur le plus connu d'Uppingham, restant en poste jusqu'en 1887. Il amène l'école à un haut niveau d'efficacité et la marque de sa forte personnalité, tout comme Thomas Arnold à Rugby. Il apporte de nombreux changements innovants au programme de l'école qui sont ensuite adoptés dans d'autres écoles anglaises. Au cours de sa direction, l'école est contrainte de déménager temporairement à Borth au Pays de Galles après qu'une épidémie de typhoïde ait ravagé le corps étudiant.
En 1869, Edward Thring crée la Conférence des directeurs après avoir invité trente-sept de ses collègues directeurs à se réunir chez lui pour envisager d'établir une telle réunion annuelle.

## Les méthodes de Thring
Thring est le directeur d'Uppingham entre 1853 et 1887 et transforme un pauvre lycée provincial de 25 garçons en une école publique de premier plan en dix ans. Thring insiste pour limiter l'école à environ 300 garçons afin de maintenir une petite communauté chrétienne « soudée ». Thring croit que chaque garçon est bon à quelque chose. Ses premières expériences d'enseignement dans les écoles élémentaires nationales de Gloucester l'ont convaincu que « enseigner avec succès aux personnes lentes et ignorantes est le seul test de compétence et de puissance intellectuelle ». En plus de croire à l'enseignement des classiques, Thring élargit le programme global d'Uppingham en veillant à ce que les aspects moraux, esthétiques et physiques répondent aux besoins des étudiants. Il écrit une Theory and Practice of Teaching.